# Washington (Pensilvania)
Washington es una ciudad ubicada en el condado de Washington en el estado estadounidense de Pensilvania. En el año 2008 tenía una población de 15 268 habitantes y una densidad poblacional de 2 007 personas por km².

## Demografía
Según la Oficina del Censo en 2000 los ingresos medios por hogar en la localidad eran de $ 25 764 y los ingresos medios por familia eran $34 862. Los hombres tenían unos ingresos medios de $29 977 frente a los $22 374 para las mujeres. La renta per cápita para la localidad era de $14 818. Alrededor del 16,4% de la población estaba por debajo del umbral de pobreza.